# Egon Wellesz
Egon Joseph Wellesz (ur. 21 października 1885 w Wiedniu, zm. 9 listopada 1974 w Oksfordzie) – austriacko-brytyjski kompozytor, muzykolog, pedagog, ceniony autorytet w dziedzinie muzyki bizantyjskiej.

## Życiorys
Studiował muzykologię u Guido Adlera na uniwersytecie w Wiedniu oraz kompozycję u Arnolda Schönberga. Od 1929 profesor uniwersytetu w Wiedniu. Od 1938 roku mieszkał w Wielkiej Brytanii, od 1943 wykładowca na uniwersytecie w Oksfordzie. Badania muzykologiczne Wellesza, koncentrowały się wokół średniowiecznej kościelnej muzyki bizantyńskiej i muzyki wczesnochrześcijańskiej. 6 oper, 4 balety, utwory chóralne, pieśni, utwory wokalno-instrumentalne, kameralne, m.in. 8 kwartetów smyczkowych, utwory fortepianowe. Zaliczany do drugiej szkoły wiedeńskiej. Pomimo że duży wpływ wywarła na niego 12-tonowa metoda komponowania Arnolda Schönberga, w swojej twórczości kontynuował tradycję późnego romantyzmu (Mahler, Bruckner).
W 1931 rozpoczął wydawanie serii źródłowej Monumenta Musicae Byzantinae. Wellesz odczytał neumy bizantyjskie w zabytkach XIII-XV w., co stanowiło przełom w badaniach nad muzyką kościoła wschodniego.
Jako drugi Austriak po Haydnie otrzymał doktorat honoris causa w Oksfordzie.

## Odznaczenia
- 1953 – Komandor Orderu Imperium Brytyjskiego (Wielka Brytania)[2][3]
- 1959 – Wielka Złota Odznaka Honorowa za Zasługi dla Republiki Austrii (Austria)[2][3]
- 1961 – Kawaler Orderu Świętego Grzegorza Wielkiego (Watykan)[3]
- 1971 – Odznaka Honorowa za Naukę i Sztukę (Austria)[4]

## Kompozycje

### Opery
- Die Prinzessin Girnara (1919–20)
- Alkestis (1922–23)
- Die Opferung des Gefangenen (1924–25)
- Die Bakchantinnen (1929–30)
- Incognita (1950)

### Balety
- Das Wunder der Diana (1914–17)
- Persisches Ballett (1920)
- Achilles aus Skyros (1921)
- Die Nächtlichen (1923)

### Utwory orkiestrowe
- Sinfonischer Prolog, op. 2 (1905)
- Vorfrühling, op. 12 (1912)
- Suita op. 16 (1914)
- Satz (1920)
- Festlicher Marsch (1929)
- Suite op. 38 (1924)
- Koncert fortepianowy op. 49 (1931)
- Prosperos Beschwörungen op.53 (1934–36)
- I Symfonia op. 62 (1945)
- II Symfonia op. 65 (1947)
- III Symfonia op. 68 (1949–50)
- IV Symfonia (Symphonia austriaca) op. 70 (1952)
- V Symfonia op. 75 (1956)
- Koncert skrzypcowy op. 84 (1961)
- Musik für Streichorchester (Musik in einem Satz) op. 91 (1964)
- VI Symfonia op. 95 (1965)
- VII Symfonia ‘Contra torrentem’ op. 102 (1967–8)
- Divertimento op.107 (1969)
- Symphonischer Epilogue op.108 (1969)
- VIII Symfonia op. 110 (1970)
- IX Symfonia op. 111 (1971)

### Utwory kameralne
- I Kwartet smyczkowy op. 14 (1911–12)
- II Kwartet smyczkowy op. 20 (1915–16)
- III Kwartet smyczkowy op. 25 (1918)
- IV Kwartet smyczkowy op. 28 (1920)
- Dwa utwory na klarnet i fortepian op. 34 (1922)
- Pastorale (1935)
- Suita na flet solo op. 57 (1937)
- V Kwartet smyczkowy op. 60 (1943–44)
- VI Kwartet smyczkowy op. 64 (1947)
- VII Kwartet smyczkowy op. 66 (1949)
- Oktet op. 67 (1948-49)
- Suita na kwintet dęty op. 73 (1954)
- Suita na klarnet solo op. 74 (1954)
- Suita na obój solo op. 76 (1956)
- Suita na fagot solo (1957)
- Fanfary na waltornię solo op. 78 (1957)
- VIII Kwartet smyczkowy op. 79 (1957)
- Kwintet klarnetowy op. 81 (1959)
- Trio smyczkowy op. 86 (1962)
- IX Kwartet smyczkowy op. 97 (1966)
- 4 Stücke na trio smyczkowe op. 105 (1969)
- Kwintet fortepianowy (1969–70)
- 4 Stücke na kwartet smyczkowy op. 109 (1970)

### Utwory fortepianowe
- Der Abend op. 4 (1909–10)
- 3 Skizzen op. 6 (1911)
- 3 Klavierstücke op. 9 (1911)
- 3 Tänze op. 10 (1912)
- Eklogen op. 11 (1912)
- 3 Studien op. 13 (1912–13)
- Epigramme op. 17 (1914)
- Idyllen op. 21 (1917)
- 6 Klavierstücke op. 26 (1917–20)
- Festlicher Marsch (1919)
- 2 Studien op. 29 (1921)
- 5 Tanzstücke op.42 (1927)
- 5 Klavierstücke op. 83 (1960)
- Triptychon op. 98 (1966)
- Studien in Grau op. 106 (1969)

### Utwory chóralne
- Gebet der Mädchen zu Maria op. 5 (1910)
- 3 Chöre op.43 (1930)
- Mitte des Lebens op. 45 (1931)
- 5 kleine Männerchöre op.46 (1932)
- 3 geistliche Männerchöre op.47 (1932)
- Msza op.51 (1934)
- Schönbuheler Messe op. 58 (1937)
- Quant' è bella giovinezza (frottola, L. de'Medici), op. 59 (1937)
- I Sing of a Maiden (kolęda angielska carol) (1944)
- Proprium missae ‘Laetare’ op.71  (1953)
- Kleine Messe op. 80a (1958)
- Laus noctuna, op.88 (1962)
- Missa brevis, op.89 (1963);
- Duineser Elegie op. 90 (1963)
- In ascensione Domini (graduał, offertorium, offertory) (1965)
- Festliches Praeludium op.100, (1966)
- Mirabile mysterium op. 101 (1967)
- Canticum sapientiae op.104 (1968)
- To Sleep op.94 (1965)

### Pieśni
- Lieder op.1, (ok. 1905)
- Wie ein Bild op.3 (1909)
- 3 Lieder der Mädchen op.7 (1911)
- Kirschblütenlieder op.8 (1911)
- Lieder aus der Fremde op.15 (1913)
- Ein österreichisches Reiterlied (1915)
- Deutches Lied (1915)
- 6 Lieder op. 22 (1917)
- Geistliches Lied op. 23 (1919)
- Aurora op. 32 (1921)
- Erinna (1924)
- 2 Lieder op. 48 (1932)
- Amor timido op. 50 (1933)
- Sonnette der Elisabeth Barrett-Browning op.52 (1934)
- Lied der Welt op.54 (1936–8)
- Leben, Traum und Tod op.55 (1936)
- The Leaden Echo and the Golden Echo op. 61 (1944)
- On Time op. 63 (1946–50)
- Lieder aus Wien op. 82 (1959)
- 4 Songs of Return op. 85 (1961)
- Ode an die Musik op.92 (1965)
- Vision op. 99 (1966)

## Wybrane publikacje
- Byzantinische Kirchenmusik (Wrocław 1927).
- Eastern Elements in Western Chant. Studies in the Early History of Ecclesiastical Music (1947).
- Music of the Troubadours: Six Songs in Provençal by Bernart de Ventadorn (Londyn, 1947)
- A History of Byzantine Music and Hymnography (1949).
- Early Christian Music oraz Music in the Eastern Churches (w: The New Oxford History of Music, t. 2, Londyn 1954)
- The Music of the Byzantine Church (Kolonia, 1959)

## Publikacje w języku polskim
- Historia muzyki i hymnografii bizantyjskiej, przeł. Maciej Kaziński, Kraków: Wydawnictwo Homini 2006.
- Pochodzenie muzyki bizantyjskiej, tł. Maciej Kaziński, „Konteksty” 67 (2013), nr 4, s. 109-116.